# Narmedeshwor
Narmedeshwor (nepalski: नर्मदेश्वर) – gaun wikas samiti we wschodniej części Nepalu w strefie Sagarmatha w dystrykcie Okhaldhunga. Według nepalskiego spisu powszechnego z 2001 roku liczył on 329 gospodarstw domowych i 1692 mieszkańców (908 kobiet i 784 mężczyzn).